# Ray Lawrence
Ray Lawrence, född 1948 i Storbritannien, är en australisk filmregissör. Han har gjort de tre filmerna Bliss (1985), som han även var med och skrev manus till, Lantana (2001) och Jindabyne (2006). Han har erhållit flera priser för dessa filmer vid olika filmfestivaler.
Han försörjer sig huvudsakligen genom att göra reklamfilmer. Eftersom han är perfektionist tar det lång tid för honom att färdigställa sina långfilmer. "Jag jobbar med långsamma, gammaldags berättelser för en publik som har livserfarenhet. Hollywoood tjatar om att jag ska komma dit och göra film, men när jag kräver full kreativ kontroll och ’final cut’ brukar de lägga på luren. Det enda som egentligen intresserar mig är relationer mellan män och kvinnor."
Två av hans favoritfilmer är Gökboet (1975) av Miloš Forman och Kes – falken (1969) av Ken Loach.